# Saint-Sernin-sur-Rance (tổng)
Tổng Saint-Sernin-sur-Rance là một tổng thuộc tỉnh Aveyron trong vùng Occitanie.

## Địa lý
Tổng này được tổ chức xung quanh Saint-Sernin-sur-Rance ở quận Millau. Độ cao khu vực này dao động từ 205 m (La Bastide-Solages) đến 932 m (Laval-Roquecezière) với độ cao trung bình 473 m.

## Hành chính
| Giai đoạn | Ủy viên      | Đảng      | Tư cách            |
| --------- | ------------ | --------- | ------------------ |
| 2004-2010 | Claude Boyer | Đảng xanh | Thị trưởng Martrin |

## Các đơn vị trực thuộc
Tổng Saint-Sernin-sur-Rance gồm 14 xã với dân số 3 403 người (điều tra dân số năm 1999, dân số không tính trùng)
| Xã                     | Dân số | Mã bưu chính | Mã insee |
| ---------------------- | ------ | ------------ | -------- |
| Balaguier-sur-Rance    | 100    | 12380        | 12019    |
| La Bastide-Solages     | 97     | 12550        | 12023    |
| Brasc                  | 174    | 12550        | 12035    |
| Combret                | 296    | 12370        | 12069    |
| Coupiac                | 535    | 12550        | 12080    |
| Laval-Roquecezière     | 340    | 12380        | 12125    |
| Martrin                | 238    | 12550        | 12141    |
| Montclar               | 147    | 12550        | 12149    |
| Montfranc              | 135    | 12380        | 12152    |
| Plaisance              | 228    | 12550        | 12183    |
| Pousthomy              | 186    | 12380        | 12186    |
| Saint-Juéry            | 257    | 12550        | 12233    |
| Saint-Sernin-sur-Rance | 530    | 12380        | 12248    |
| La Serre               | 140    | 12380        | 12269    |

## Biến động dân số
| 1962                                                     | 1968  | 1975  | 1982  | 1990  | 1999  |
| -------------------------------------------------------- | ----- | ----- | ----- | ----- | ----- |
| 4 717                                                    | 5 430 | 4 732 | 4 321 | 3 718 | 3 403 |
| Nombre retenu à partir de 1962 : dân số không tính trùng |       |       |       |       |       |